# 양홍기 (팔기)

양홍기 깃발

양홍기 (鑲紅旗, 만주어: ᡴᡠᠪᡠᡥᡝ
ᡶᡠᠯᡤᡳᠶᠠᠨ
ᡤᡡᠰᠠ, 묄렌도르프: fkubuhe ulgiyan gūsa, 청: kubuhe fulgiyan gvsa)는 청나라 팔기 중 하나이며, 양홍기로 이름 붙혀졌고. 기주는 다라극군군왕이다. 정홍기, 양백기, 정람기, 양람기와 함께 하오기로 불린다.

## 개요
양홍기는 만주 · 몽골 · 한군으로 나뉘어, 제왕, 패륵, 패자가 분담해서 통치하였다.
청나라 말기의 양홍기에는 86개의 정좌령이 있고, 병사 숫자는 2만 6천명, 모든 가족을 포함하면 약 13만명이다.

## 양홍기 출신 인물
- 진비
- 근비
- 영귀비

## 같이 보기
- 팔기제